# Montanarturia dimorpha
Montanarturia dimorpha là một loài ruồi trong họ Tachinidae.